# كوكي إينوي
كوكي إينوي (باليابانية: 井上 航希) (مواليد 20 يونيو 2001) هو لاعب كرة قدم ياباني.

## وصلات خارجية
- كوكي إينوي على موقع رابطة كرة القدم اليابانية للمحترفين (اليابانية)
- كوكي إينوي على موقع قاعدة بيانات كرة القدم.إي يو (الإنجليزية)
- كوكي إينوي على موقع Soccerway.com (الإنجليزية)